# Hledej pravdu ve faktech
„Hledej pravdu ve faktech“ (čínsky v českém přepisu š’ š’ čchiou š’, pchin-jinem shí shì qiú shì, znaky zjednodušené 实事求是, tradiční 實事求是) je slogan používaný v Čínské lidové republice, který propaguje pragmatický přístup k řešení ekonomických a politických problémů, na rozdíl od přístupu čistě ideologického.
Historie tohoto sloganu sahá až do počátku 2. století, kdy Pan Ku ve své Kronice dynastie Chan (Chan šu) napsal, že kníže Liou Te „při studiu minulosti hledal pravdu ve faktech“ (修学好古, 实事求是).
Od počátku 40. let 20. století jeho používání podporoval Mao Ce-tung (který slogan znal ze svého mládí, byl mottem jedné ze středních škol, které navštěvoval) a interpretoval ho tak, že „fakta“ jsou objektivně existující věci a „pravda“ vztahy mezi nimi a zákony kterými se řídí. Mao se ke sloganu opakovaně vracel, popularizoval ho i Teng Siao-pching a nyní je součástí čínské státní ideologie socialismu s čínskými rysy.
V 80. letech byl význam sloganu oficiálně stanoven jako „vycházení ze skutečnosti a kombinace teorie s praxí, což je integrace univerzálních principů marxismu-leninismu s konkrétní praxí čínské revoluce“.